# (36087) 1999 RF88
1999 RF88 (asteroide 36087) é um asteroide da cintura principal. Possui uma excentricidade de 0.10821020 e uma inclinação de 4.61508º.
Este asteroide foi descoberto no dia 7 de setembro de 1999 por LINEAR em Socorro.